# Mario Carvajal Borrero
Mario Carvajal Borrero (Cali 7 de octubre de 1896-Cali 20 de abril de 1972) poeta, diplomático y académico colombiano.

## Biografía
Comienza su obra poética con La escala de Jacob (1935), libro de sonetos místicos. Le siguen Romancero colonial de Santiago de Cali (1936), Poemas (1954) y Torres de clamor y alabanza (1966).
Ministro de Educación, embajador de Colombia en Quito (Ecuador) en 1947 y 1948, y Rector de la Universidad del Valle desde 1954 hasta 1966. 

## Premios y reconocimientos
- Doctorado honoris causa de la Universidad de Tulane (Nueva Orleans) (1965)
- Gran Cruz de Boyacá (1965)